# Břetislav Herman
Břetislav Herman (* 8. června 1947) je bývalý český silniční motocyklový závodník. Žije na Novém Zélandu.

## Závodní kariéra
V Mistrovství Československa silničních motocyklů startoval v letech 1974–1978. Závodil ve třídě do 125 cm³ na motocyklu Jawa. V celkovém hodnocení skončil nejlépe na 4. místě v roce 1974, kdy vyhrál závod ve Žďáru nad Sázavou.

## Úspěchy
- Mistrovství Československa silničních motocyklů – celková klasifikace
  - 1974 do 125 cm³ – 4. místo – Jawa
  - 1975 do 125 cm³ – 19. místo – Jawa
  - 1976 do 125 cm³ – 16. místo – Jawa
  - 1977 do 125 cm³ – 13. místo – Jawa
  - 1978 do 125 cm³ – 22. místo – Jawa